# Sphaeralcea parryi
Sphaeralcea parryi là một loài thực vật có hoa trong họ Cẩm quỳ. Loài này được (Greene) Jeps. miêu tả khoa học đầu tiên năm 1925.